# Веліховський сільський округ
Веліхо́вський сільський округ (каз. Веліхов ауылдық округі, рос. Велиховский сельский округ) — адміністративна одиниця у складі Каргалинського району Актюбінської області Казахстану. Адміністративний центр — село Веліховка.
Населення — 319 осіб (2021; 633 у 2009, 1022 у 1999, 1287 у 1989).
Станом на 1989 рік існувала Херсонська сільська рада (села Айтпайке, Веліховка, Рождественка, Херсон).

## Склад
До складу округу входять такі населені пункти:
| Населений пункт    | Колишні назви | Населення, осіб (1989) | Населення, осіб (1999) | Населення, осіб (2009) | Населення, осіб (2021) |
| ------------------ | ------------- | ---------------------- | ---------------------- | ---------------------- | ---------------------- |
| Айтпайке, село     | -             | 79                     | -                      | -                      | -                      |
| Акжайик, село      | Херсон        | 830                    | 643                    | 332                    | 144                    |
| Веліховка, село    | -             | 374                    | 379                    | 301                    | 175                    |
| Рождественка, село | -             | 4                      | -                      | -                      | -                      |